# RUN RUN 乱太郎
「RUN RUN 乱太郎」（ラン ラン らんたろう）はSAY・Sの楽曲で『忍たま乱太郎』の挿入歌である。

## 収録アルバム
- 『忍たま乱太郎 オリジナル・サウンドトラック (1993)』(1993年発売)
- 『SAY・S ベスト』(2002年発売)

## 曲の詳細
1. RUN RUN 乱太郎 [3:03]
作詞：西岡知恵子、作曲・編曲：馬飼野康二
  - NHK教育アニメ『忍たま乱太郎』挿入歌
  - 本曲をBGMとしてアレンジしたものが放送開始当初から作中で使用されている。